# Эргатоидные самки

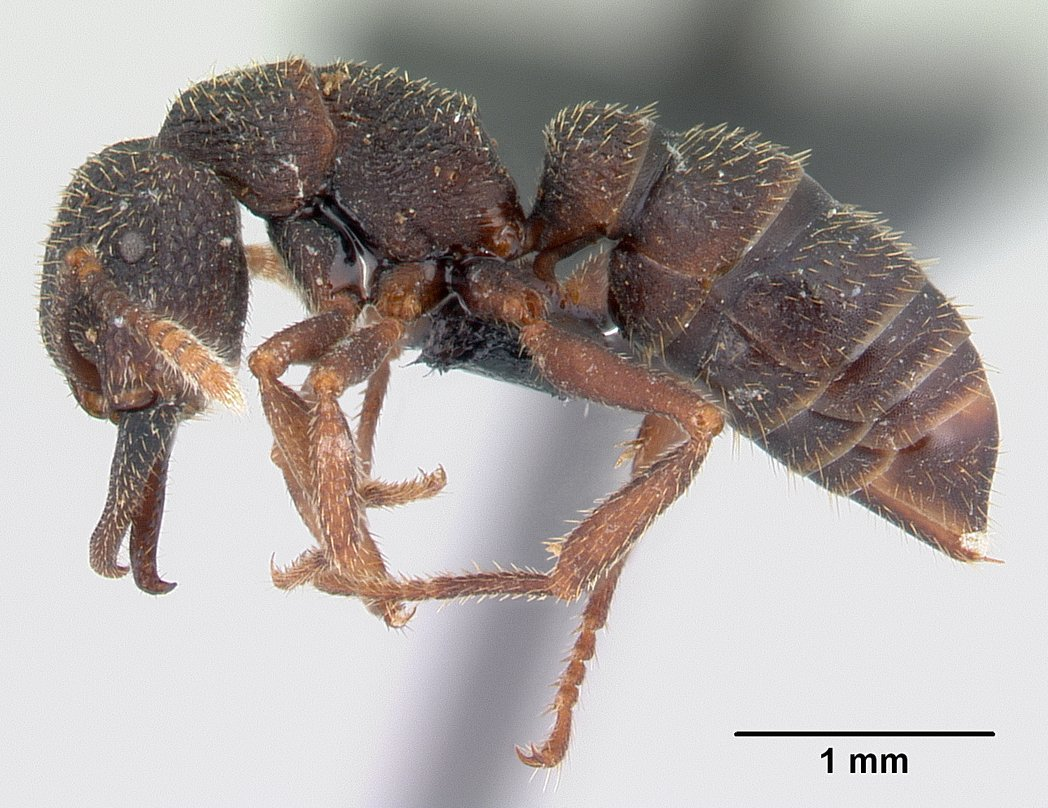
Эргатоидная самка

Эргатоидные самки (англ. Ergatoid queens, Ergatoid) — репродуктивная бескрылая каста муравьёв, промежуточная между самками и рабочими, способная к размножению (также существуют эргатоидные самцы).

## Описание
В анатомическом плане это репродуктивная форма муравьёв промежуточная между настоящими яйцекладущими матками (царицами) и бесплодными рабочими. Эргатоидные самки сходны с обычными самками, имеют оцеллии, крупные глаза, сперматеку, они способны к спариванию и размножению, но у них отсутствуют крылья и, как следствие, в несколько раз уменьшено число грудных склеритов. В мирмекологической литературе промежуточные формы самок называются по-разному: «бескрылые самки (apterous females)» (Bolton, 1986), «гиноморфы (gynomorph)» или «гиноморфные рабочие (gynomorphic workers)», «эргатоморфы (ergatomorph)» или «эргатоморфные матки (ergatomorphic queens)» и «интерморфы (intermorphs)» (Buschinger and Winter, 1976), «дихтадииморфные самки (dichthadiiform)» или «дихтадиигины (dichthadiigyne)» кочевых муравьёв  (Peeters, 2012). Термин эргатогины (англ. Ergatogyne) более широк и включает не только эргатоидных самок, но и интеркасты. Термин интеркасты применяется к рабочим с отсутствующей сперматекой и не способным к размножению, а гамэргаты — к рабочим, способным к размножению.

## Распространение
Существование бескрылых репродуктивных самок среди муравьев было обнаружено более ста лет тому назад, ещё в XIX веке (например, об это писал швейцарский профессор Огюст Форель в 1895 году). В 1917 году американский мирмеколог Уильям Уилер описал их как «ergatoid queens», обладающих упрощённым строением груди, из-за утраты крыловых мышц (Wheeler, 1917). Эргатоидные самки обнаружены среди 55 родов муравьёв из 15 подсемейств. Все формы репродуктивных бескрылых самок (эргатоидные самки, брахиптерные самки, гамэргаты) обнаружены как минимум среди 77 родов муравьёв из 16 подсемейств (Peeters, 2012).
Встречаются среди примитивных муравьёв (Amblyoponinae, Leptanillinae, Myrmecia, Ponerinae, Proceratiinae, кочевые муравьи и другие), у которых самки могут совершать фуражировку и выходить из гнезда. Также отмечены у некоторых высших муравьёв, например у Leptomyrmex, Aphaenogaster phalangium, Blepharidatta brasiliensis, Monomorium salomonis, Cerapachyinae, Leptomyrmex и других.
Эргатоидные самки также являются единственной репродуктивной формой у муравьёв у большого числа эндемичных видов на острове Новая Каледония, например у Monomorium (= Chelaner), Lordomyrma, Prodicroaspis, Promeranoplus (Wilson, 1971).
Бескрылые эргатоидные самки отмечены и у некоторых социально-паразитических видов, например, у рабовладельцев-«амазонок» Polyergus samurai, P. rufescens и P. lucidus, которые даже могут вместе с рабочими совершать набеги на гнёзда муравьёв-«рабов».